# Synothele subquadrata
Synothele subquadrata là một loài nhện trong họ Barychelidae. Loài này phân bố ờ Tây Úc.